# Czerniejów (gmina)
Czerniejów – dawna gmina wiejska w powiecie stanisławowskim województwa stanisławowskiego II Rzeczypospolitej. Siedzibą gminy był Czerniejów.
Gminę utworzono 1 sierpnia 1934 r. w ramach reformy na podstawie ustawy scaleniowej z dotychczasowych gmin wiejskich: Bratkowce, Chomiaków, Czerniejów, Czukałówka, Chryplin, Opryszowce i Tyśmieniczany.
Po II wojnie światowej obszar gminy został odłączony od Polski i włączony do Ukraińskiej SRR.